# Acanthodelta lenzi
Acanthodelta lenzi är en fjärilsart som beskrevs av Saalmüller 1881. Acanthodelta lenzi ingår i släktet Acanthodelta och familjen nattflyn. Inga underarter finns listade i Catalogue of Life.